# Padre (arquetipo)

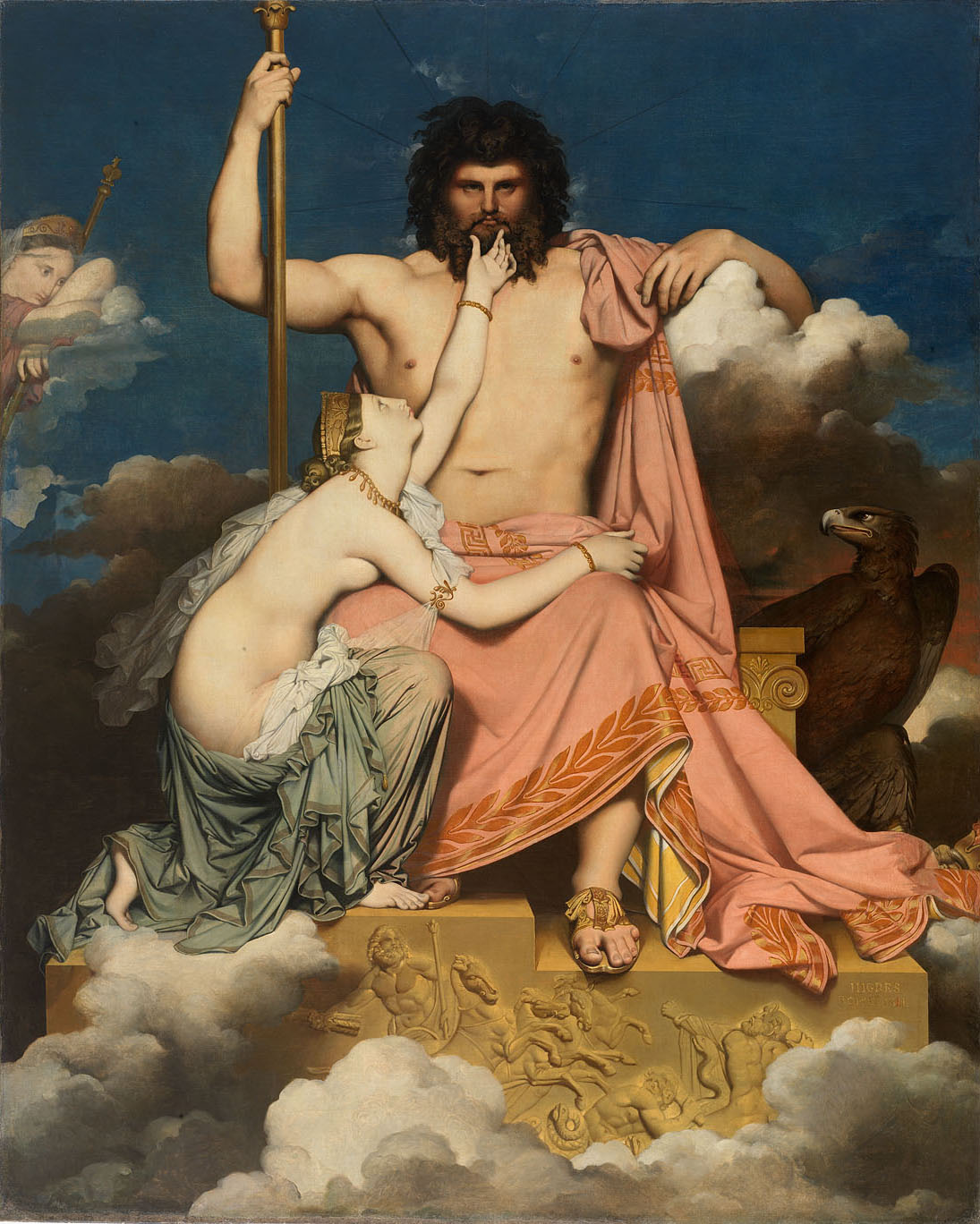
Júpiter y Thétis, Jean Auguste Dominique Ingres (1811).

El arquetipo del padre representaría uno de los arquetipos principales de lo inconsciente colectivo en la psicología analítica de C. G. Jung.

## Definición
Si bien puede interpretarse como un arquetipo individual, también puede verse como una parte del ánimus o conjunto de arquetipos sobre el varón en lo inconsciente colectivo.
Jung afirmaba que una de las muchas funciones del padre es proteger al individuo del mundo externo, en compensación con la protección del mundo interno que brinda la madre, arquetípicamente. En su obra Conflictos del alma infantil dedica un capítulo completo a la reflexión sobre la importancia del padre.